# Дом Ольсон
Дом Ольсон (англ. Olson House) — дом-музей в городе Кушинг штата Мэн, США.
Дом приобрел известность в связи с его изображением художником Эндрю Уайетом на картине «Мир Кристины». Жители этого дома — Кристина и Альваро Олсон изображены на нескольких картинах художника периода 1939—1968 года.
В 1995 году дом был включен в Национальный реестр исторических мест США, а в 2011 году признан Национальным историческим памятником США.

## История
Дом был построен в конце XVIII века капитаном Сэмуэлем Гаторном II и значительно перестроен в 1871 году капитаном Сэмуэлем Гаторном IV (1822–1892).
В 1929 году дом был унаследован Кристиной и Альваро Ольсен от их матери Кэйт Гаторн (1858-1929), вышедшей замуж за шведского моряка Йохана Олаусона, сменившего имя на Джона Ольсона. В 1893 году родился их первый ребенок, названный Анной Кристиной; позже появились на свет трое её братьев.
К 26 годам Кристина практически потеряла возможность ходить из-за полиомиелита, хотя при жизни диагноз ей поставлен не был. В 2016 году на основании медицинских записей Кристины, сохранившихся свидетельств очевидцев и картин Эндрю Уайета профессор Паттерсон пришел к выводу, что с наибольшей вероятностью она страдала наследственной моторно-сенсорной нейропатией (болезнью Шарко-Мари-Тута).
В 1948 году художник Эндрю Уайет, снимавший студию в доме и вдохновленный историей Кристины Ольсон, написал картину «Мир Кристины».
Кристина и её брат Альваро Ольсон жили в доме до их смерти в 1968 и 1967 году, соответственно.
В 1968 году дом приобрел кинопродюсер Джозеф Левин, поклонник работ Уайета, и открыл в доме музей.
В 1971 году функционирование музея вызвало протест местных жильцов, и в 1974 году Левин объявил о передаче дома штату Мэн, но через год отменил сделку, из-за опасений, что штат не найдет средств для содержания музея.
Дом был приобретен генеральным директором компании Apple Джоном Скалли, который затем выставил его на продажу в 1989 году, но в 1991 году подарил дом Музею искусств Фарнсворта в Роклэнде.
В настоящее время дом является домом-музеем под управлением Музея искусств Фансворта, и открыт для публичного посещения.

## Интересные факты
- Дом снят в качестве фермерского дома в фильме 1978 года «Дни жатвы».
- В компьютерной игре Silent Hill дом изображен как дом персонажа Далия Гиллеспи.